# Seilbahnfähre Andelsbuch–Schwarzenberg

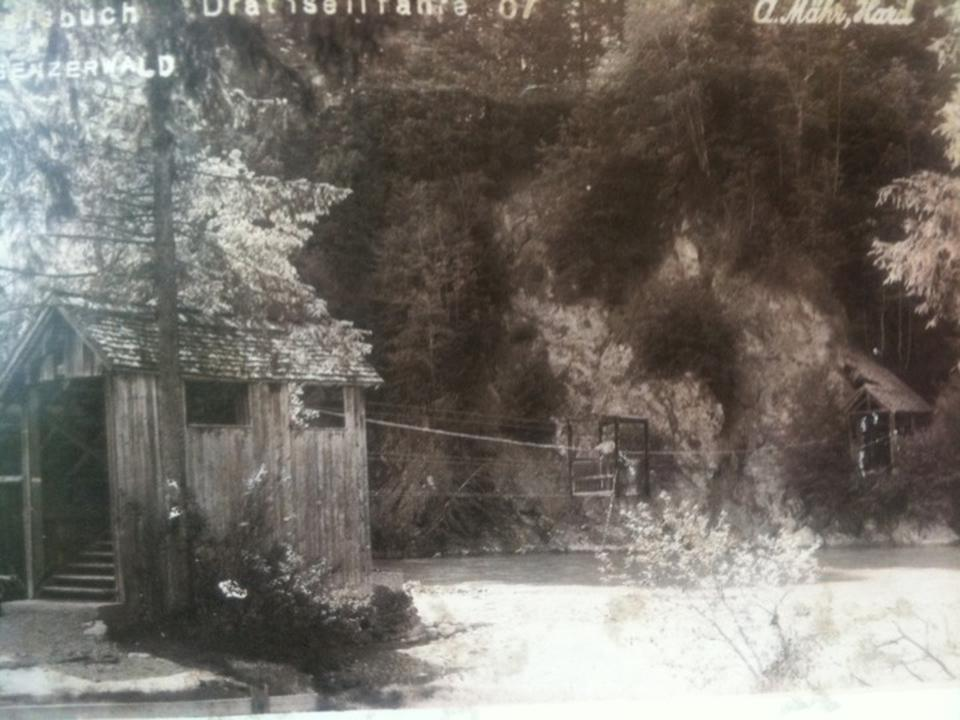
Seilbahnfähre auf einer historischen Aufnahme

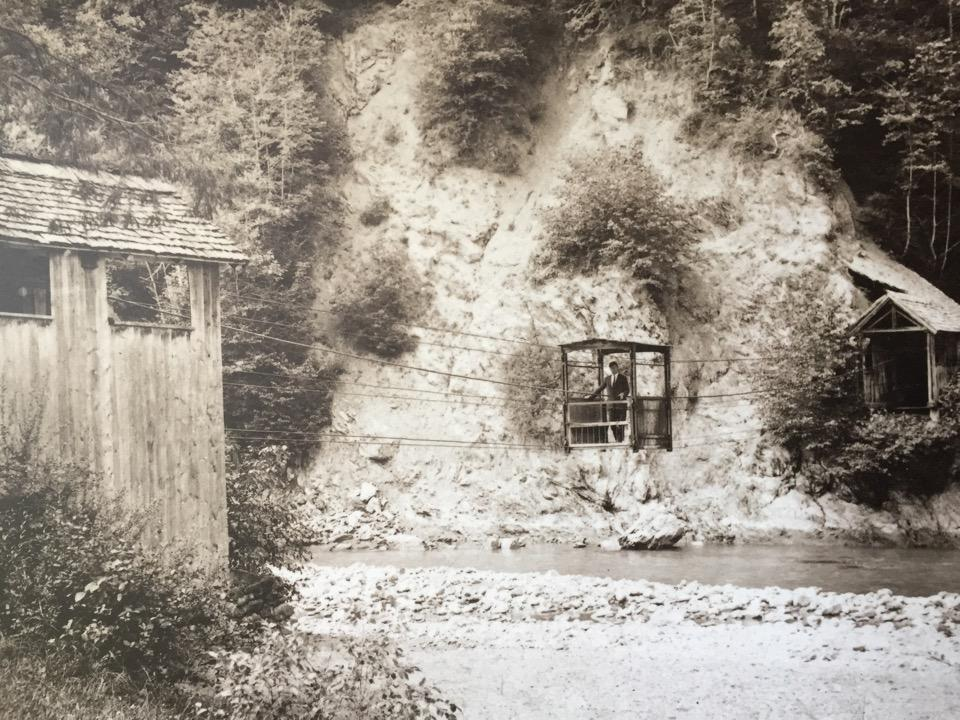
Seilbahnfähre

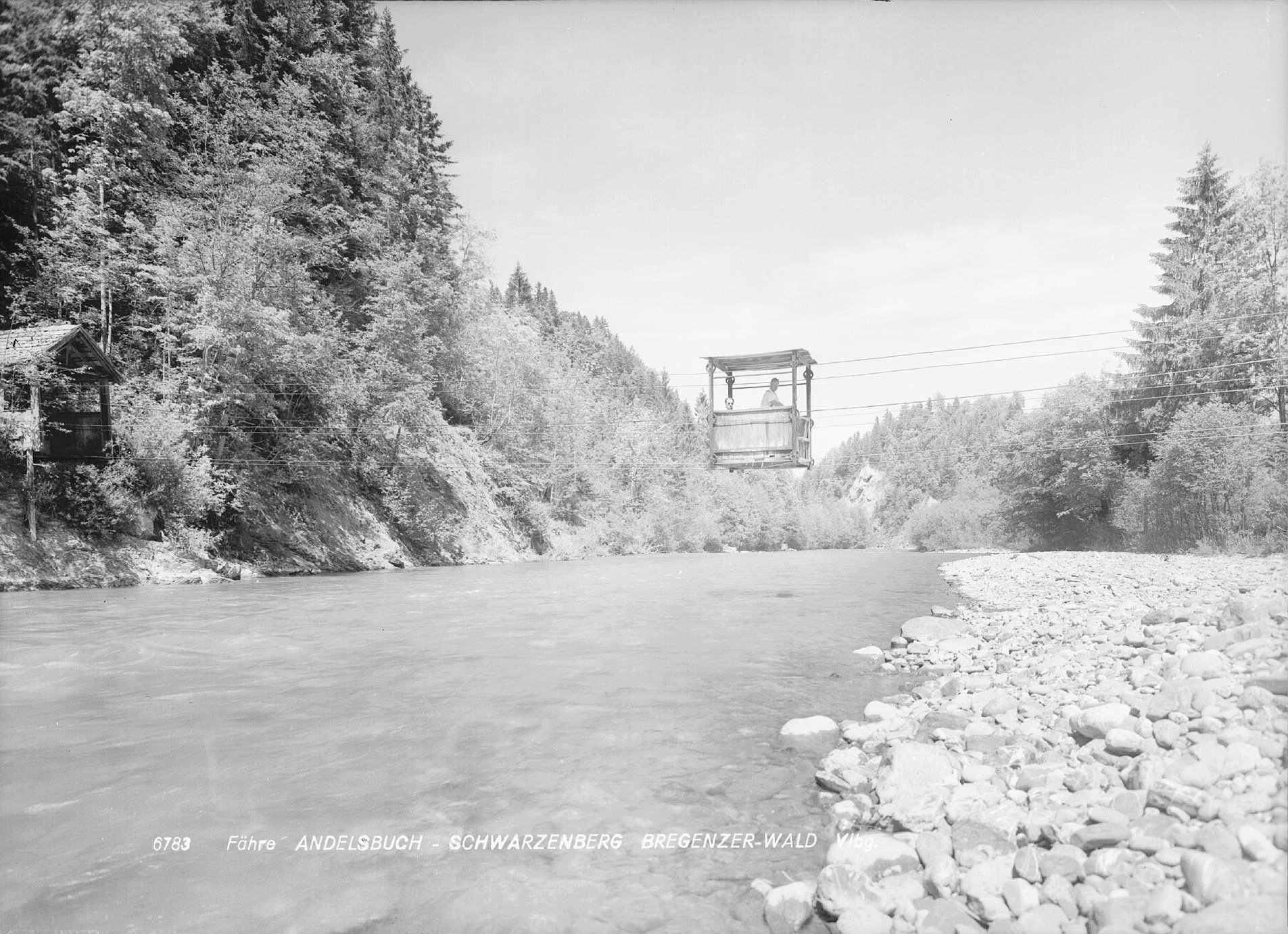
Gemeindegrenze Andelsbuch/Schwarzenberg, Bregenzerach, Fähre, Seilfähre

Die erste Seilbahnfähre (auch: Seilschwebefähre oder Drahtseilfähre) über die Bregenzer Ache zwischen Andelsbuch/Bersbuch und Schwarzenberg wurde um 1871 eröffnet. Die letzte  Seilbahnfähre bestand bis 1962. Sie ersetzten bis dahin hier befindliche Schiffsfähren bzw. Floßfähren.

## Geschichte
Fähren in diesem Bereich zwischen Andelsbuch und Schwarzenberg waren erforderlich, da lediglich (bis heute) bei Egg und bei Bersbuch eine Brückenverbindung über die Bregenzer Ache besteht. Da es bedingt durch die Wasserführung immer wieder zur Einstellung des zuvor bestandenen Fährbetriebes kommen musste, wurden drei Seilbahnfähren über die Bregenzer Ache auf private Initiative gebaut:
Die erste Seilbahnfähre 1871 bei „Tanna“ in Bersbuch durch Johann Jakob Fetz (vulgo Tanno Hanns, † 1882). Die zweite Seilbahnfähre 1873 durch Josef Wirth bei der Parzelle „Wirth“ in Andelsbuch und die dritte durch Josef Schweizer von Schwarzenberg bei der Parzelle „Hub“, wo bis dahin auch eine Schiffs-/Floßfähre verkehrte. Der Fahrpreis betrug ursprünglich drei Kreuzer.
Von den drei Seilbahnfähren konnte sich schlussendlich lediglich die Fähre des Josef Wirth in der Parzelle Wirth wirtschaftlich halten, der für den Betrieb 1880 auch eine behördliche Konzession nach dem österreichischen Eisenbahngesetz erhielt. Diese Seilbahnfähre wurde erstmals 1880 in Reiseführern erwähnt. 1910 wurde einer der zur Verankerung dienenden Felsen bei einem Hochwasser weggeschwemmt. Die Seilbahnfähre musste 1912 an einer anderen Stelle wieder aufgebaut werden.
Die letzte Seilbahnfähre in der Parzelle Wirth musste aufgrund des Bescheids der Vorarlberger Landesregierung vom 20. Februar 1962 eingestellt werden.
Seilbahnfähren finden sich heute noch z. B. über die Fulda (bei Morschen) und die Wupper (Draisinenfähre Müngsten). Die Pläne zur Erhaltung der letzten Seilbahnfähre in Andelsbuch in den 1970er Jahren wurden nicht verwirklicht.

## Technische Ausführung
Als Erfinder der Seilbahnfähre gilt Johann Jakob Fetz, der die erste Anlage für sich selbst baute, da er auf beiden Seiten der Bregenzer Ache landwirtschaftliche Grundstücke hatte und diese bei Hochwasser nicht effizient bewirtschaften konnte, da er einen Umweg von rund eineinhalb Gehstunden in Kauf hätte nehmen müssen.
Die Seilbahnfähren zwischen Andelsbuch und Schwarzenberg hatten ursprünglich vier, später sechs, Stahlseile als Tragseile mit etwa 20 mm Stärke, die über die Bregenzer Ache gespannt und verankert wurden. An den Stahlseilen wurde eine Kabine (Rollwagen mit 8 bzw. später 12 Rollen) befestigt, die auf Rollen an diesen Stahlseilen lief und vom „Fährmann“ mittels Muskelkraft und Schwung über die Bregenzer Ache gezogen wurde (etwa 40 m Breite). Diese Konstruktion wurde auch als „Lufteisenbahn“ bezeichnet.
Die Seilbahnfähren konnten vier Personen (einschließlich des „Fährmannes“) tragen (20 Zentner). Die Gewichtsbegrenzung wurde ab 1912 bei der letzten Anlage in der Parzelle Wirth behördlicherseits auf drei Personen (inkl. „Fährmann“) reduziert.

## Unfälle
Die Seilbahnfähren bestanden ursprünglich ohne behördliche Konzessionen. Mehrere Beinaheunfälle und Unfälle mit geringer Einwirkung sind überliefert.  Am 5. Oktober 1871, kurz nach der Eröffnung, stürzten zwei Personen aus der Fähre in die Ache. Am 19. Juli 1875 brach bei der Seilbahnfähre des Johann Jakob Fetz in Bersbuch ein Tragseil. Der Student Johann Kaspar Kohler aus Buchen und Jakob Metzler aus Schwarzenberg fielen ins Wasser, konnten sich aber schwimmend ans Ufer retten. Dies führte zu einer generellen Betriebseinstellung aller drei Seilbahnfähren, die jedoch in weiterer Folge wieder teilweise aufgehoben wurde. Die Seilbahnfähre des Johann Jakob Fetz durfte jedoch nicht weiter betrieben werden, der Betrieb der beiden anderen Seilbahnfähren wurde nach einer technischen Begutachtung wieder geduldet.
Am 22. Oktober 1942 kam es wegen einer schlecht schließenden Türe zu einem tödlichen Unfall, als Anna Moosbrugger (1887–1942) aus Schwarzenberg bei Hochwasser in die Ache fiel. Der Betreiber der Seilbahnfähre, Peter Wirth, sprang zu deren Rettung hinterher und ertrank ebenfalls. Der Betrieb wurde vom Bruder, Ignaz Wirth (vulgo „Ahwerts Naze“, † 1969), bis zur behördlichen Einstellung 1962 unfallfrei weitergeführt.